# بريندا ديكسون
بريندا ديكسون (بالإنجليزية: Brenda Dickson)‏ هي ممثلة أمريكية، ولدت في 3 فبراير 1949 في لونغ بيتش في الولايات المتحدة.

## وصلات خارجية
- بريندا ديكسون على موقع IMDb (الإنجليزية)
- بريندا ديكسون على موقع قاعدة بيانات الأفلام السويدية (السويدية)
- بريندا ديكسون على موقع قاعدة بيانات الفيلم (الإنجليزية)